# Stiliana Nikolova
Stiliana Nikolova, née le 22 août 2005 au Caire, est une gymnaste rythmique bulgare.

## Palmarès

### Championnats du monde
- Sofia 2022
  -  Médaille d'argent au cerceau.
  -  Médaille d'argent aux massues.
  -  Médaille d'argent au ruban.
  -  Médaille de bronze au concours général individuel.

### Championnats d'Europe
- Bakou 2023
  -  Médaille d'or par équipe.
  -  Médaille d'argent au ballon.
  -  Médaille de bronze au ruban.
  -  Médaille de bronze au concours général individuel.
- Tel Aviv 2022
  -  Médaille d'or par équipe.
  -  Médaille de bronze au concours général individuel.

### Championnats d'Europe juniors
- Kiev 2020
  -  Médaille d'or au ruban.
  -  Médaille d'argent au ballon.

## Famille
Elle est la fille du footballeur Iliya Dyakov et de la gymnaste  rythmique Paulina Nikolova.